# Стадион Рајко Митић
Стадион Рајко Митић (раније стадион Црвена звезда; популарно познат и као Маракана) је фудбалски и атлетски стадион у Београду на којем игра ФК Црвена звезда. На њему званичне утакмице игра и фудбалска репрезентација Србије. Стадион се налази у насељу Дедиње у општини Савски венац. Капацитет стадиона је 51.755 гледалаца. Стадион носи име у част „прве Звездине звезде” Рајка Митића.

## Историја
Маракана је грађена од 1960. до 1963. године. Заменила је стари стадион СК Југославија који је био изграђен 1927. године и на ком је Звезда одиграла последњу утакмицу против Новог Сада.
Прва утакмица на Маракани одиграна је 1. септембра 1963. године против Ријеке (2 : 1). Тада је на још увек недовршеним трибинама, кроз петнаест оспособљених улаза ширине пет метара, прошло 55.000 гледалаца, да би рекорд те јесени био забележен у дербију са Партизаном — 74.000 гледалаца. Следеће године, пошто је стадион потпуно завршен, капацитет је званично износио 95 000.
Први гол на Звездиној „Маракани” постигао је Трифун Михајловић, у сусрету пионира Звезде и Јединства из Земуна, предигри првенственог меча са Ријеком. Први званични, прволигашки погодак, дело је Ријечанина Вукоја, док је први гол за сениорски тим Црвене звезде постигао Душан Маравић, на истој утакмици.
Највећи број гледалаца био је 23. априла 1975. године са Ференцварошом на утакмици полуфинала Купа победника купова. Тада је продато 96.070 улазница мада се процењује да је на стадиону било око 110.000 гледалаца, колики је капацитет стадиона тада био.
У међувремену, та бројка је драстично смањена. Пратећи модернизацију и истовремено испуњавајући захтеве Европске фудбалске Уније, у циљу повећања комфора навијача и њихове безбедности, укинута су стајаћа места на стадиону. Постављене су столице на све четири трибине, тако да данас капацитет стадиона званично износи 51.755 седећих места.
Поред самог терена стадион има многе пратеће садржаје (помоћни терени, медицински центар) као и музеј ФК Црвена звезда.
На Маракани је било одиграно финале Купа шампиона 30. априла 1973. године између Ајакса и Јувентуса (1 : 0). Тада је утакмици присуствовало 91.564. Такође на стадиону је играно финале Европског првенства у фудбалу 20. јуна 1976. између Чехословачке и Западне Немачке (2 : 2, пенали 5 : 3).
Црвена звезда је играла прву утакмицу финала Купа УЕФА 9. маја 1979. године са Борусијом Менхенгладбах (1 : 1).
На стадиону Црвене звезде су се одржавала такмичења у оквиру Универзијаде у Београду 2009. године.
Током лета 2008. године урађена је нова дренажа, замењена трава, замењене сијалице на рефлекторима, а 2010. нове столице на источној трибини. Поновна промена травнате подлоге десиће се 9 година касније, тачније августа и септембра 2017. године, а мењање столица на Звездином северу десиће се исте године у октобру месецу.
Управа клуба је 21. децембра 2014. донела одлуку о преименовању стадиона у част легендарног фудбалера и прве Звездине звезде Рајка Митића.

## Остали догађаји
На Маракани су одржавани и концерти. Здравко Чолић је одржао три концерта (1978, 2001, 2007). Такође концерт је одржала и Светлана Цеца Ражнатовић. Године 2013. на Маракани је прослављено пола века највећег српског стадиона. На утакмици поводом 50 година Маракане Црвена звезда је одиграла лигашки меч са Доњим Сремом и резултат је био 2:2, а Звездини играчи су носили пумине дресове специјално дизајниране за ту прилику.
Делије су 13. маја 2007. године организовале хуманитарни концерт под називом Делије за наше Косово и Метохију на којем су наступили Бајага, Бора Чорба, Биља Крстић, Неверне бебе, Директори и други.

## Занимљивости
Познат је и први посетилац на београдској „Маракани”. То је Лаза Петровић, земљорадник из околине Лознице. Овај ватрени звездаш дошао је на нови стадион још у 6 сати изјутра, заузео своје место на источној трибини, извадио сир и погачу из торбе, почео да доручкује и стрпљиво дочекао почетак главне утакмице.
Дана 23. марта 2011. током радне посете Србији стадион је посетио и руски премијер Владимир Путин и присуствовао утакмици млађих категорија ФК Црвена звезда и ФК Зенит.
France Football је 2020. године направио листу од 30 фудбалских стадиона са најбољом атмосфером, на којем се стадион Рајко Митић нашао на високом 4. месту.